# Clã Sanada

O emblema (Rokumonsen) do clã Sanada

O clã Sanada (真田氏, Sanada-shi) é um clã japonês. Os Sanada foram por muito tempo associados com o Domínio Matsushiro na atual Prefeitura de Nagano.

## História
O clã Sanada alegava descender de Seiwa Genji. Historicamente, o estandarte do clã foi estabelecido por Unno Yukiyoshi no início do século XVI. Ele colocou o Rokumonsen em sua bandeira. Os Sanada foram vassalos fundamentais do exército Takeda, com três famosos generais, sendo eles Sanada Yukitaka e seus filhos Sanada Nobutsuna, Sanada Masateru, e Sanada Masayuki.
Sanada Yukitaka estabeleceu o clã e seu nome no início do século XVI.

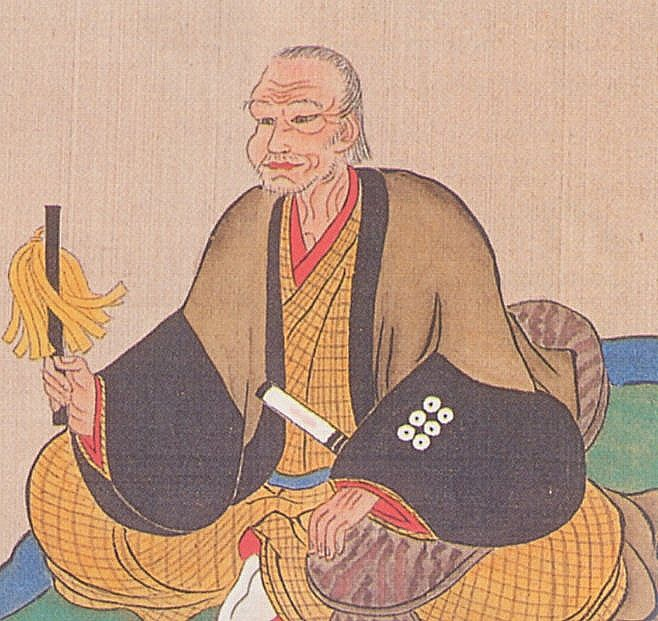
Sanada Masayuki

No Período Sengoku, Sanada Masayuki (1547-1611) liderou o clã. Seu segundo filho Sanada Yukimura (1567-1615) foi enviado como refém para o clã Toyotomi em 1587. Em 1594, ele se casou com Chikurin-in, um filha adotiva de Toyotomi Hideyoshi; portanto, ele era oficialmente genro de Hideyoshi.
Em 1600, na Batalha de Sekigahara, Yukimura se aliou com o exército Ocidental. Ele lutou contra Tokugawa Hidetada no Castelo de Ueda, atrasando-o de chegar a Sekigahara com 38.000 reforços. Ele se opôs aos Tokugawa novamente na Batalha de Osaka onde morreu.

## Período Edo
Sanada Nobuyuki (1566–1658) foi o filho mais velho de Masayuki. Em 1587, ele se casou com Komatsuhime, uma filha adotiva de Tokugawa Ieyasu. Portanto, era oficialmente genro e Ieyasu. Em 1600, ele se aliou com o exército Oriental. Foi dado a ele controle do Domínio Ueda na Província de Shinano e o Domínio Numata na Província de Kōzuke com receitas de 65.000 koku. Em 1622, Nobuyuki foi transferido para o Domínio Matsushiro (100.000 koku) em Shinano. Seu descendentes permaneceram lá até a Restauração Meiji em 1868.
As forças do clã Sanada tomaram parte no ataque de Aizu em 1868, ao lado do Exército Imperial. Eles foram escalados para tomar conta dos prisioneiros de guerra de Aizu, mas recusaram.

## Era moderna
Em 1871, o antigo daimiô foi feito conde no sistema de nobreza kazoku. Ao chefe de um ramo cadete do clã foi dado o título de barão.

## Líderes da família
1. Sanada Yukiyoshi (Unno)
2. Sanada Yukitaka (幸隆)
3. Sanada Nobutsuna
4. Sanada Masayuki[2]
5. Sanada Nobuyuki[2]
6. Sanada Nobumasa
7. Sanada Yukimichi
8. Sanada Nobuhiro
9. Sanada Nobuyasu
10. Sanada Yukihiro
11. Sanada Yukitaka (幸専)
12. Sanada Yukitsura
13. Sanada Yukinori
14. Sanada Yukimoto

## Membros notáveis
- Sanada Yukitaka (真田 幸隆, 1512–1574)[3]
- Sanada Nobutsuna (真田 信綱, 1537–1575)
- Sanada Masateru (真田 昌輝, m. 1575)
- Sanada Masayuki (真田 昌幸, 1547–1611)
- Sanada Nobuyuki (真田 信之, 1566–1658)
  - Komatsuhime (小松姫, 1573–1620)[3]
- Sanada Yukimura (真田 幸村, 1567–1615) também conhecido como Sanada Nobushige (真田 信繁)
  - Chikurin-in (竹林院, 1579–1649)
- Sanada Nobuyoshi (真田 信吉, 1593–1634)
- Sanada Nobumasa (真田 信政, 1597–1658)[3]
- Sanada Yukimasa (真田 幸昌, 1600–1615) também conhecido como Sanada Daisuke (真田 大助)
- Sanada Morinobu (真田 守信, 1612–1671) também conhecido como Sanada Daihachi (真田 大八)[3]
- Hiroyuki Sanada (真田 広之, 1960 – Presente)

## Na cultura popular
- Sanada Maru (2016) - taiga drama anual da NHK.[4]